# Potemnemus detzneri
Potemnemus detzneri là một loài bọ cánh cứng trong họ Cerambycidae.